# Elachisoma pilosum
Elachisoma pilosum – gatunek muchówki z rodziny Sphaeroceridae i podrodziny Limosininae.
Gatunek ten opisany został w 1924 roku przez Oswalda Dudę jako Limosina pilosa.
Muchówka o ciele długości około 1 mm. Tułów jej cechuje się nagą tarczką ze szczecinkami tylko wzdłuż tylnego brzegu. Skrzydła mają szczecinki na pierwszym sektorze żyłki kostalnej co najwyżej dwukrotnie dłuższe niż na drugim jej sektorze. Liczba ustawionych pod kątem prostym do powierzchni skrzydła szczecinek na tej żyłce jest nie mniejsza niż cztery. Użyłkowanie odznacza się prostą lub prawie prostą żyłką radialną R4+5 oraz odległością między przednią i tylną żyłką poprzeczną półtora raza większą niż długość tej ostatniej. Środkowa para odnóży ma pierwszy człon stopy pozbawiony długiej szczecinki na spodzie, a goleń z jedną szczecinką grzbietową. Tylna para odnóży nie ma przedwierzchołkowych szczecinek ani kolców po spodniej stronie goleni, natomiast na ich grzbietowej stronie występuje rządek 4 długich szczecin u nasady i dwie szczecinki u wierzchołka. Stopy wszystkich odnóży są krótkie i szerokie. Odwłok jest niespłaszczony i niepunktowany, u samca bez kępek włosków po bokach piątego segmentu, a u samicy z włosowatymi szczecinkami na szczytach przysadek odwłokowych.
Owad znany z Hiszpanii, Wielkiej Brytanii, Szwecji, Szwajcarii, Polski, Łotwy, Czech, Słowacji, Węgier, Rumunii, Malty i krainy orientalnej.